# Sankt Görans kyrkoruin, Visby
Sankt Görans kyrkoruin är en kyrkobyggnad (ruin) i Visby stift i Visby på Gotland. 

## Kyrkobyggnaden
Kyrkan byggdes på 1200-talet på en under 1100-talet uppförd äldre kyrka och var de spetälskas kyrka i Visby, likaså fanns ett spetälskesjukhus, Sankt Görans hospital, bredvid kyrkan. På grund av smittorisken placerades de utanför ringmuren. Sankt Göran tillbads för hjälp vid sjukdomar och var de spetälskas skyddshelgon, men det är inte förrän 1353 som kyrkan kallas för ”S:t Jörgen”. Det hänger samman med att hospital allmänt vid denna tid började kopplas ihop med helgonet S:t Georgius. Tidigare kallas anläggningen bara ”hospitalet”. Anläggningen övergavs enligt kungligt dekret 1542, men användes en period efter stadsbranden 1611, då Helgeandshospitalet reparerades. De intagna var organiserade efter klosterregel, som ”nunnor” och ”munkar” och 1486 omtalas ”priorissan” vid ”Klostret”, det namn som anläggningen hade i folkmun. 1617 nämns också ”Nunnestugan” vid anläggningen, en byggnad som också förutsätter en ”Munkestuga” för männen. Ruinen är inte öppen för allmänheten, men kan ses från utsidan.

## Galleri

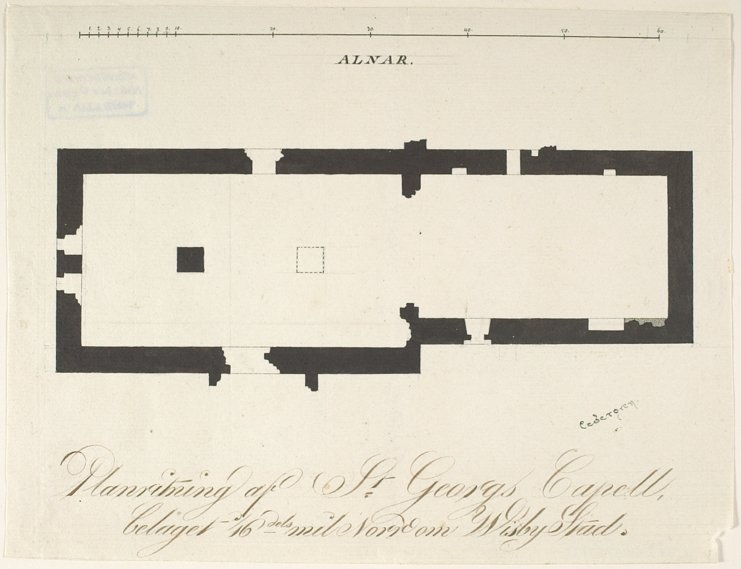
Planritning av Lars Cedergren.
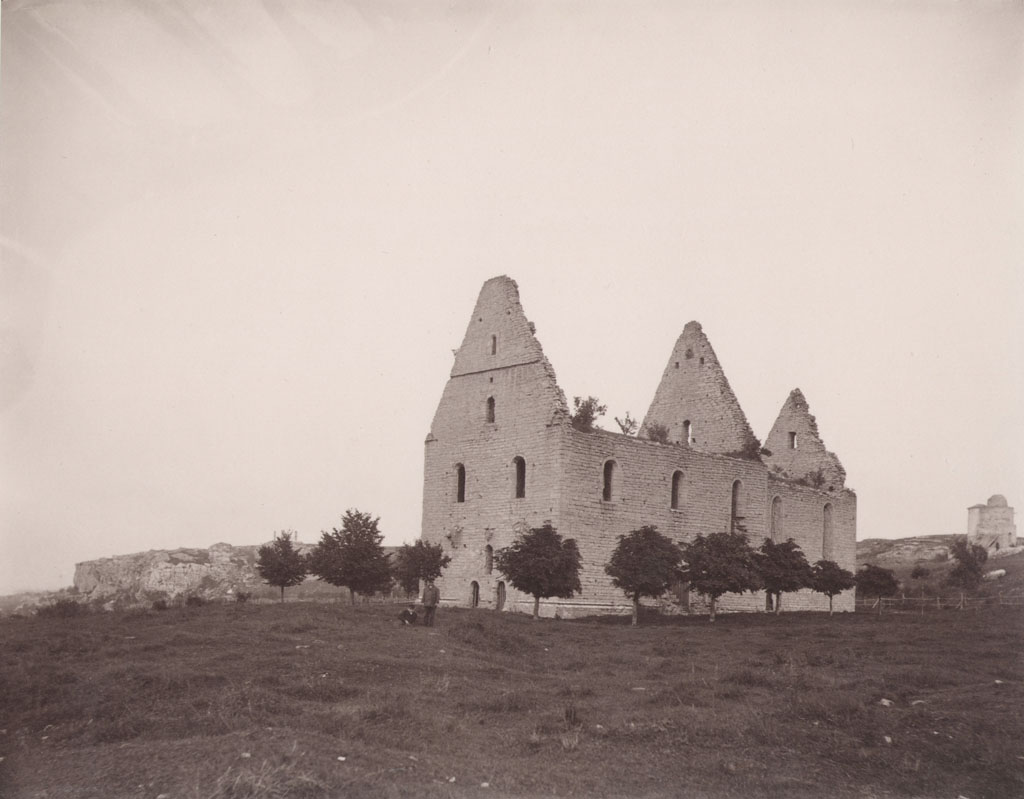
Sankt Görans ruin av Carl Curman 1890
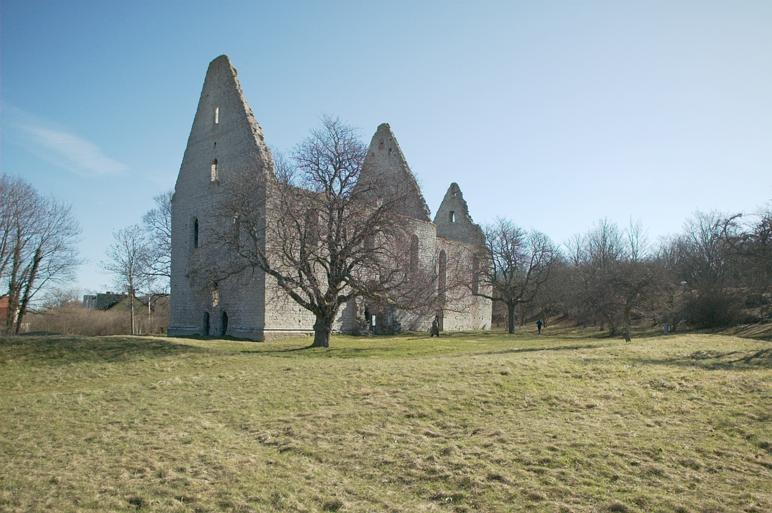
Kyrkoruinen Sankt Göran